# Кућа у Ул. Пере Сегединца бр. 25 у Кикинди
Кућа у улици Пере Сегединца бр. 25 у Кикинди саграђена је 1878. године. Има статус споменика културе.

## Швапска кућа
Кућа је примерак такозване швапске куће, које су се градиле у Кикинди и Војводини у време владавине аустријске царице, Марије Терезије. Представљале су новину у односу на дотадашњи начин градње и начин становања уопште. За градњу су постојали јасни прописи, диктирани од стране власти. Кућа је морала бити постављена на уличној регулационој линији, ужом страном окренута ка улици. Размак између кућа морао је бити најмање 17 метара, због опасности од пожара.

### Просторије ушвапској кући
Швапске куће су грађене плански и једнообразно. Обично су имале две собе са патосом (до тада су куће биле са земљаним подовима). Попречно од куће налазиле су се нуз просторије, док су стаје одвојене од куће, у дворишту. Новина је била и то да су ове куће прекриване црепом, опет због заштитите од пожара. Дотадашње огњиште заменили су зидани штедњаци, а собе су се грејале зиданим пећима ложеним из ходника.
Врата са улице била су увучена у зид, са карактеристична два или три степеника. Она су водила у ходник из којег се могло ући у све просторије у кући.

### Изглед фасаде
Карактеристична је и фасада ових кућа, нарочито забат. Забат је барокно декорисан оригиналним мотивом - најчешће мотивом сунца са испруженим зрацима, иницијалима или пуним именом власника. Фасада око прозора и врата биле је обогаћена декорацијама у облику листа, цвета, гирланди или спирала.

## Кућа данас
Одлуком Скупштине Републике Србије кућа је 1997. године проглашена за споменик културе. Ипак данас је у веома лошем стању. Забат који је красио ову кућу, практично више не постоји. Врата којим се са улице улазило у кућу, зазидана су. О стању у каквом је кућа извештавала је и Радио Кикинда 2010. године.